# Keratoisis glaesa
Keratoisis glaesa är en korallart som först beskrevs av Grant 1976.  Keratoisis glaesa ingår i släktet Keratoisis och familjen Isididae. Inga underarter finns listade i Catalogue of Life.